# Lithoplocamia atlantica
Lithoplocamia atlantica är en svampdjursart som först beskrevs av Claude Lévi och Jean Vacelet 1958.  Lithoplocamia atlantica ingår i släktet Lithoplocamia och familjen Raspailiidae. Inga underarter finns listade i Catalogue of Life.